# Лондонское математическое общество
Лондонское математическое общество (англ. The London Mathematical Society) — ведущее математическое общество в Великобритании.

## История
Общество было основано 16 января 1865 года, первым президентом стал Август де Морган. Первые собрания проходили в Университетском колледже, но вскоре переехало в Бёрлингтон-хаус на Пикадилли. Общество занималось в первую очередь обсуждениями насущных математических проблем и публикацией собственного журнала.
В 1998 году Общество переехало в новое здание, расположенное на Рассел-сквер в Блумсбери, названное Де Морган Хаус (англ. De Morgan House) в честь его первого президента.

## Деятельность
Общество публикует книги и периодику, касающуюся всех направлений современной математической науки, организует математические конференции, организует сбор средств для поддержки математических исследований и математического образования, а также присуждает премии и награды Общества в области математики.

## Публикации
Обществом выпускаются три бумажных журнала: Proceedings, Journal, и Bulletin; один электронный журнал (Journal of Computation and Mathematics); а также специальный новостной бюллетень для своих членов. Публикуется четыре книжных серии: Monographs, Lecture Notes, Student Texts и (совместно с Американским математическим обществом) History of Mathematics; также Общество участвует в публикации четырёх переводных серий: Russian Mathematical Surveys, Izvestiya: Mathematics и Sbornik: Mathematics (совместно с Российской Академией наук), и Transactions of the Moscow Mathematical Society (совместно с Американским математическим обществом).

## Награды
Общество присуждает следующие награды:
- Медаль де Моргана — самая престижная награда
- Премия Пойа — раз в два или три года
- Высшая Премия Бервика
- Высшая Премия Уайтхеда
- Премия Нейлора
- Премия Бервика
- Премия Фрёйлиха - раз в два года
- Премия Уайтхеда - ежегодно.

## Известные президенты Общества
- Огастес де Морган, 1865—1866
- Джеймс Джозеф Сильвестр, 1866—1868
- Артур Кэли, 1868—1870
- Споттисвуд, Уильям, 1870—1872
- Джон Уильям Стретт (лорд Рэлей), 1876—1878
- Джеймс Уитбред Ли Глейшер, 1884—1886
- Альфред Джордж Гринхилл, 1890—1892
- Уильям Томсон (лорд Кельвин), 1898—1900
- Гораций Лэмб, 1902—1904
- Уильям Бёрнсайд, 1906—1908
- Огастес Эдвард Хаф Лав, 1912—1914
- Джозеф Лармор, 1914—1916
- Гектор Манро Макдональд, 1916—1918
- Уильям Генри Янг, 1922—1924
- Годфри Харолд Харди, 1926—1928
- Эдмунд Тейлор Уиттекер, 1928—1929
- Сидни Чепмен, 1929—1931
- Джордж Невилл Ватсон, 1933—1935
- Эдуард Артур Милн, 1937—1939
- Годфри Харолд Харди, 1939—1941
- Джон Идензор Литлвуд, 1941—1943
- Луис Джоэл Морделл, 1943—1945
- Эдвард Чарльз Титчмарш, 1945—1947
- Вильям Воланс Дуглас Ходж, 1947—1949
- Макс Ньюман, 1949—1951
- Джон Генри Константайн Уайтхед, 1953—1955
- Филипп Холл, 1955—1957
- Майкл Фрэнсис Атья, 1974—1976
- Терри Уолл, 1978—1980
- Пол Мориц Кон, 1982—1984
- Найджел Хитчин, 1994—1996
- Джон Маклауд Болл, 1996—1998
- Эдвард Брайан Дэйвис, 2007—2009